# Breaking the Waves
Breaking the Waves (en España, Rompiendo las olas; en Argentina, Contra viento y marea) es una película de drama psicológico romántico de 1996 con la que se consagró el director y guionista Lars von Trier. Es la primera de la trilogía Corazón Dorado, de la que forman parte Idioterne y Dancer in the Dark.
Como primera película de von Trier realizada después de su fundación del movimiento Dogme 95, está muy influenciada por el estilo y el espíritu del movimiento, aunque la película rompe varias reglas establecidas por el manifiesto del movimiento. Breaking the Waves ha sido descrita como "quizás la película más aclamada de von Trier", y ha ganado numerosos premios, incluido el Grand Prix en el Festival de Cannes de 1996.
La interpretación de Emily Watson destaca en la película y fue universalmente elogiada por la crítica. Recibió nominaciones en los Premios Óscar, Premios Globo de Oro y BAFTA y obtuvo el premio de la Asociación de Críticos de Cine de Los Ángeles, entre otros.

## Trama
La historia transcurre durante los primeros años de la década de los 70. La protagonista es una joven (Emily Watson) que pertenece a una comunidad de Escocia a orillas del mar. Esa comunidad tiene fuertes vínculos religiosos de carácter calvinista, de acentuado carácter puritano y patriarcal. Las mujeres no pueden hablar en la iglesia, es decir no tienen voz, ni pueden participar de ciertas ceremonias. En el comienzo de la película se muestra que en la iglesia local el campanario está vacío; comienza cuando el Consejo de la Iglesia se reúne para “autorizar” o no la boda de la protagonista, Bess, con un extraño, Jan (Stellan Skarsgård), un noruego que trabaja en pleno océano, en una plataforma extractora de petróleo. Los ancianos autorizan, con reservas, el casamiento.
El día del casamiento, el helicóptero que debe traer a Jan se atrasa, y Bess entra en desesperación ante el temor de ser abandonada. Cuando llega, ella lo recibe a golpes de puño. Hay una fiesta de bodas en la que los amigos del novio, risueños, bullangueros y bebedores de cerveza, contrastan con la parsimonia de los parientes y amigos locales. Bess ríe y baila, ebria de alegría. Una gozosa sexualidad se instala entre ella -virgen hasta entonces- y su esposo.
La luna de miel se acabó pronto y Jan debe volver a su trabajo en medio del mar. La desesperación de Bess es enorme. Se aferra, llora, grita, no quiere dejarlo partir. La separación se cumple, y Bess entra en una ansiosa espera del regreso, que se cumplirá al cabo de algunas semanas.
Antes de conocer a Jan, ella había sufrido una crisis a raíz de la muerte de su hermano, por la que fue hospitalizada. La viuda de este hermano (Katrin Cartlidge), enfermera en el hospital del pueblo y forastera, decidió quedarse a vivir allí para cuidar y acompañar a Bess. Retoma ese cuidado desde la partida de Jan.
Durante esta angustiosa espera del regreso, el espectador descubre que Bess tiene una particular relación con un Dios muy severo. Mantiene con él diálogos imaginarios en los que ella hace las dos voces: la suya, que suena debilucha y pequeña; y la de un Dios bronco y severo. Ella habla en nombre de Dios.
Jan sufre un terrible accidente en la plataforma y es trasladado a tierra firme, donde Bess decide cuidar a su marido inválido, lo que pondrá a prueba su amor y su capacidad de superación.
Debido a que Jan está cuadripléjico, teme no poder tener nunca más sexo. Entonces le pide a Bess que tenga sexo con otros hombres, y que le cuente, para de esta manera recrear la situación como si fuesen ellos dos los amantes, aunque quizás para lograr placer sexual o para que ella pueda tener una vida lejos de los pies de su cama, como una viuda. Bess quizás teme sobre su futuro, sobre que ocurrirá si se conoce su proceder en un pueblo tan puritano. Pero la creencia de que su amor mutuo mantendrá a Jan con vida la llevan a aceptar el plan de tener encuentros sexuales.
Accediendo a su plan, Jan empieza a tener una mejoría de salud al relatarle sus actos de promiscuidad. Ella quizás cree que lo hace en nombre de Dios, pero sabe que lo hace por amor a Jan. Intentando avanzar con su mejoría, Bess se prostituye en el puerto aunque, cuando los hombres quieren tener sexo brutal con ella, escapa. Pero, para mal de ella, Jan comienza a empeorar. Bess regresa al puerto y pide ser llevada al barco de donde había escapado por la violencia sexual, consciente de que para que mejorara Jan, debía sacrificarse. Regresa agonizante y muere en el hospital, provocando que su marido se recupere de milagro.
En su funeral es tratada como prostituta y se anuncia el infierno como destino. Pero no es su cuerpo el que está en el cajón, sino bolsas de arena, ya que había sido intercambiado por Jan y sus colegas. Ellos se adentran en el mar y lo arrojan allí, provocan un repique de campanas proveniente del cielo.

## Reparto
- Emily Watson como Bess McNeill.
- Stellan Skarsgård como Jan Nyman.
- Katrin Cartlidge como Dodo McNeill.
- Jean-Marc Barr como Terry.
- Adrian Rawlins como Dr. Richardson
- Jonathan Hackett como Priest.
- Sandra Voe como la madre.
- Udo Kier como Sailor.
- Mikkel Gaup como Pits.
- Roef Ragas como Pim.
- Phil McCallcomo el abuelo.
- Robert Robertson como Chairman.

## Estilo
La película está dividida en siete capítulos diferentes. Cada capítulo comienza con un marco de título de panorama filmado de forma impresionista que presenta interludios de música rock de comienzos de los setenta. Cada uno de estos capítulos está filmado con una cámara inmóvil, pero presenta movimiento en el panorama. El estilo general está fuertemente influenciado por el realista Dogme 95 movimiento, de la cual von Trier fue miembro fundador, y sus imágenes granuladas y fotografías de mano le dan la estética superficial de una película de Dogme. Sin embargo, las reglas de Dogme exigen el uso de ubicaciones reales, mientras que muchas de las ubicaciones en Breaking the Waves se construyeron en un estudio. Además, la película está ambientada en el pasado y contiene música doblada, así como una breve escena con CGI, ninguna de las cuales está permitida por las reglas de Dogme.

## Música
Lista de canciones que incluyen en la película y forman parte de la banda sonora:
1. "All the Way from Memphis" – Mott the Hoople
2. "Blowin' in the Wind" – Tom Harboe, Jan Harboe & Ulrik Corlin
3. "Pipe Major Donald MacLean" – Peter Roderick MacLeod
4. "In a Broken Dream" – Python Lee Jackson con Rod Stewart
5. "Cross-Eyed Mary" – Jethro Tull
6. "I Did What I Did for Maria" – Tony Christie
7. "Virginia Plain" – Roxy Music
8. "Whiter Shade of Pale" – Procol Harum
9. "Hot Love" – T. Rex
10. "Suzanne" – Leonard Cohen
11. "Love Lies Bleeding" – Elton John
12. "Goodbye Yellow Brick Road" – Elton John
13. "Whiskey in the Jar" – Thin Lizzy
14. "Child in Time" – Deep Purple
15. "Life on Mars?" – David Bowie
16. "Siciliana" (Sonata BWV 1031 / 2nd movement) – Johann Sebastian Bach
17. "Gay Gordons" – Tom Harboe, Jan Harboe & Ulrik Corlin
18. "Scotland the Brave" – Tom Harboe, Jan Harboe & Ulrik Corlin
19. "Barren Rock of Aden" – Tom Harboe, Jan Harboe & Ulrik Corlin
20. "Happy Landing" – P. Harmann

En el álbum de la banda sonora original también incluye "He's Gonna Step on You Again" – John Kongos.

## Recepción

### Crítica
La película obtuvo una calificación de aprobación del 85%, y una calificación promedio de 8.24 / 10 en Rotten Tomatoes de 59 reseñas. El consenso crítico dice: " Breaking the Waves ofrece un testimonio notable de la perspicacia y habilidad cinematográfica del escritor y director Lars von Trier, y anuncia a Emily Watson como un talento sorprendente". También tiene una calificación de 76/100 en Metacritic basada en 28 comentarios, citando una recepción "generalmente favorable". Durante un espectáculo en el que personalidades del cine enumeraron sus principales películas de la década de 1990, Breaking the Waves fue nombrada una de las diez mejores películas de la década por el crítico Roger Ebert y el director Martin Scorsese.

### Reconocimiento
| Premio de entrega                    | Fecha                   | Categoría                  | Nominado/a       | Resultado | Ref(s) |
| ------------------------------------ | ----------------------- | -------------------------- | ---------------- | --------- | ------ |
| Premios Oscar                        | 24 de marzo de 1997     | Mejor Actriz               | Emily Watson     | Nominada  | [ 4 ]  |
| BAFTA Awards                         | 29 de abril de 1997     | Mejor Actriz               | Emily Watson     | Nominada  | [ 5 ]  |
| Premio Bodil                         | 1997                    | Mejor Película Danesa      | Lars von Trier   | Ganador   | [ 6 ]  |
| Premio Bodil                         | 1997                    | Mejor Actriz               | Emily Watson     | Ganadora  | [ 6 ]  |
| Premio Bodil                         | 1997                    | Mejor Actriz de Reparto    | Katrin Cartlidge | Ganadora  | [ 6 ]  |
| Boston Society of Film Critics       | 13 de diciembre de 1996 | Mejor Actriz               | Emily Watson     | Nominada  | [ 7 ]  |
| Boston Society of Film Critics       | 13 de diciembre de 1996 | Mejor Director             | Lars von Trier   | Nominado  | [ 7 ]  |
| Boston Society of Film Critics       | 13 de diciembre de 1996 | Mejor Fotografía           | Robby Müller     | Nominado  | [ 7 ]  |
| Cannes Film Festival                 | 20 de mayo de 1996      | Grand Prix                 | Lars von Trier   | Ganador   | [ 8 ]  |
| Premios César                        | 8 de febrero de 1997    | Mejor Película Extranjera  | Lars von Trier   | Ganador   | [ 9 ]  |
| European Film Awards                 | 8 de noviembre de 1996  | Mejor Película             | Lars von Trier   | Ganador   | [ 10 ] |
| European Film Awards                 | 8 de noviembre de 1996  | Mejor Actriz               | Emily Watson     | Ganadora  | [ 10 ] |
| European Film Awards                 | 8 de noviembre de 1996  | FIPRESCI Prize             | Lars von Trier   | Ganador   | [ 10 ] |
| Golden Globes                        | 19 de enero de 1997     | Mejor Película Drama       |                  | Nominada  | [ 11 ] |
| Golden Globes                        | 19 de enero de 1997     | Mejor Actriz de – Drama    | Emily Watson     | Nominada  | [ 11 ] |
| Guldbagge                            | 10 de febrero de 1997   | Mejor Película Extranjera  | Lars von Trier   | Ganador   | [ 12 ] |
| Independent Spirit Awards            | 22 de marzo de 1997     | Mejor Película Extranjera  | Lars von Trier   | Nominada  | [ 13 ] |
| Los Angeles Film Critics Association | 14 de diciembre de 1996 | Premio de nueva generación | Emily Watson     | Ganadora  | [ 14 ] |
| National Society of Film Critics     | 5 de enero de 1997      | Mejor Película             |                  | Ganadora  | [ 15 ] |
| National Society of Film Critics     | 5 de enero de 1997      | Mejor Director             | Lars von Trier   | Ganador   | [ 15 ] |
| National Society of Film Critics     | 5 de enero de 1997      | Mejor Actriz               | Emily Watson     | Ganadora  | [ 15 ] |
| National Society of Film Critics     | 5 de enero de 1997      | Mejor Fotografía           | Robby Müller     | Ganador   | [ 15 ] |
| New York Film Critics Circle         | 5 de enero de 1997      | Mejor película             |                  | Nominado  | [ 16 ] |
| New York Film Critics Circle         | 5 de enero de 1997      | Mejor Director             | Lars von Trier   | Ganador   | [ 16 ] |
| New York Film Critics Circle         | 5 de enero de 1997      | Mejor Actriz               | Emily Watson     | Ganador   | [ 16 ] |
| New York Film Critics Circle         | 5 de enero de 1997      | Mejor Fotografía           | Robby Müller     | Ganador   | [ 16 ] |